# Pseustophylla pretoriana
Pseustophylla pretoriana är en skalbaggsart som beskrevs av Louis Albert Péringuey 1904. Pseustophylla pretoriana ingår i släktet Pseustophylla och familjen Melolonthidae. Inga underarter finns listade i Catalogue of Life.